# Fondation Vincent van Gogh Arles
La Fondation Vincent van Gogh est un organisme sans but lucratif situé à Arles, dans les Bouches-du-Rhône, et dédié au travail et à l'héritage du peintre Vincent van Gogh. Son objectif est de générer et de promouvoir des activités culturelles et artistiques en référence à l'œuvre de Vincent van Gogh en relation avec le temps passé à Arles et son intention exprimée en créant un centre international de création et d'échange artistique à Arles. La directrice artistique est la rédactrice en chef de Parkett, Bice Curiger.

## Histoire
En 1983, Yolande Clergue, conservatrice mariée au photographe Lucien Clergue, fonde l’Association pour la création de la Fondation Van Gogh. 
En 1985, elle propose de créer une collection d'œuvres réalisées par des artistes contemporains en hommage à Van Gogh, dont Francis Bacon. Francis Bacon répond avec enthousiasme en produisant une peinture spécialement pour la Fondation. Plus de 90 artistes ont choisi de contribuer à cet hommage à Vincent van Gogh. 
En 2008, Lukas Hoffmann donne un nouvel élan à l'ambition initiale de Yolande Clergue en créant un cadre permanent d'activités conçues pour préserver la mémoire de van Gogh à Arles et promouvoir l'art contemporain. Cette nouvelle organisation est officiellement créée en 2010 sous le nom de Fondation Vincent van Gogh. Elle se situe dans l'hôtel Léautaud de Donines, un hôtel du XVe siècle restauré, à Arles.